# Aktinidia pstrolistna

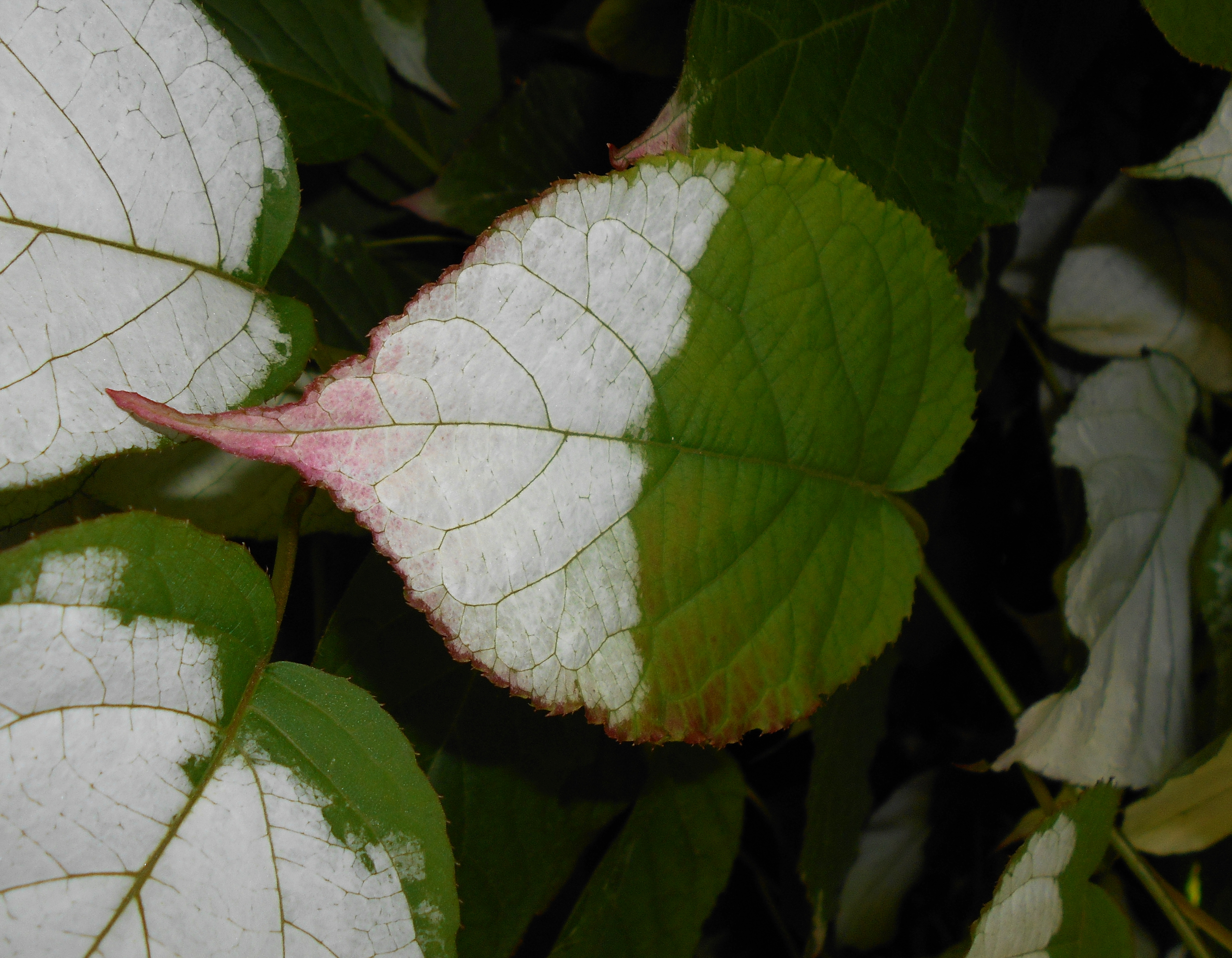
Liście

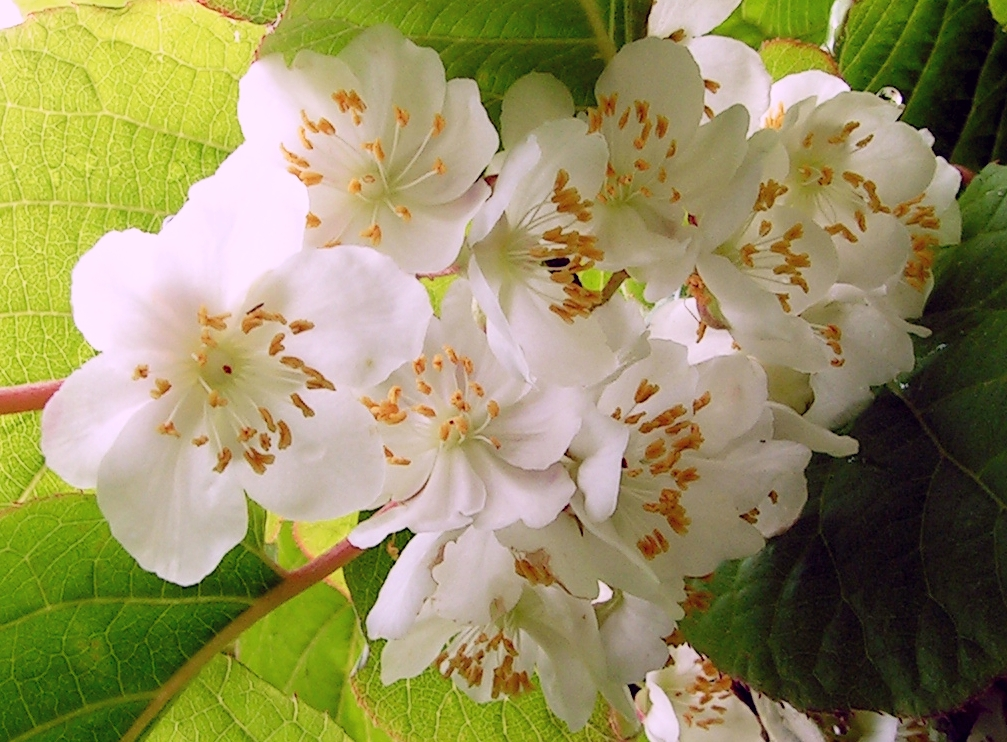
Kwiaty

Aktinidia pstrolistna (Actinidia kolomikta) – gatunek rośliny z rodziny aktinidiowatych (Actinidiaceae). Występowanie: rosyjski Daleki Wschód, Syberia, Korea, północ Chin i Japonia;  nadaje się  do uprawy w warunkach polskiego klimatu i jest tam spotykana.

## Morfologia
PokrójDwupienne pnącze o pędach, których długość może wynosić nawet 15 metrów.
PieńCienki, rozgałęziony. Kora brunatna z żółtymi przetchlinkami.
LiścieOdwrotnie jajowate, o drobno piłkowanych brzegach i zaostrzonych końcach. Na nerwach z wierzchu rdzawo owłosione.
KwiatyBiałe, kremowe. Wydzielają dość miłą woń. Mają do 2 cm średnicy, żeńskie wyrastają pojedynczo, męskie po 3 w kątach liści na zwisających, cienkich, owłosionych szypułkach. Mają pięciodziałkowy kielich, pięciopłatkową koronę, jeden słupek i liczne pręciki.
OwoceŻółtozielonkawe, nagie, eliptyczne jagody z licznymi nasionami. Po dojrzeniu osiągają wagę do 5 gramów. Soczyste, o słodkokwaskowatym smaku. Dojrzewają w końcu sierpnia.

## Zastosowanie
- Owoce są jadalne. Zawierają  cukry, kwasy organiczne (do 2,5%) i witaminy C, której zawartość sięga 1400 mg%.
- Działanie i zastosowanie: Spożywanie świeżych, surowych owoców  zaleca się w leczeniu szkorbutu, paradentozy, tzw. osłabienia wiosennego oraz grypy i przeziębienia.
- Roślina ozdobna. Uprawiane są zwłaszcza okazy męskie, u których jesienią liście przebarwiają się na bardzo ładny kolor.

## Uprawa
Najlepiej na glebach próchniczych, dostatecznie wilgotnych i lekko kwaśnych. Dobrze znosi miejsca półcieniste i mróz. Owocuje w 3-5 lat po zasadzeniu. Strefy mrozoodporności 5-9.